# رودولفو ساليناس
رودولفو ساليناس (بالإسبانية: Rodolfo Salinas) (24 أغسطس 1987 بدورانجو في المكسيك - ) هو لاعب كرة قدم مكسيكي في مركز الوسط. شارك مع منتخب المكسيك تحت 23 سنة لكرة القدم. أما مع النوادي، فقد لعب مع سانتوس لاغونا ونادي أطلس ونادي سان لويس.

## روابط خارجية
- رودولفو ساليناس على موقع قاعدة بيانات كرة القدم.إي يو (الإنجليزية)
- رودولفو ساليناس على موقع Soccerway.com (الإنجليزية)
- رودولفو ساليناس على موقع AS.com (الإسبانية)